# 法蘭潔絲卡·卡契尼

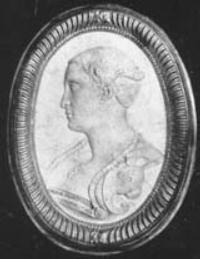
珠宝浮雕上的法蘭潔絲卡·卡契尼

法蘭潔絲卡·卡契尼（Francesca Caccini；1587年9月18日－1641年），義大利音樂家，身兼作曲家、歌唱家、魯特琴演奏者、詩人及教師。
法蘭潔絲卡是音樂家朱利歐·卡契尼的女兒，與妹妹瑟緹米亞·卡契尼皆活躍於樂壇。法蘭潔絲卡首度以歌唱家的身分登台，是參與她父親為法王亨利四世與瑪麗亞·德·梅迪奇之婚禮所寫的歌劇，1604年卡契尼一家人造訪法國時，亨利四世稱讚她：「你是法國最好的歌手。」她的歌劇作品《魯傑羅的解放》（La liberazione di Ruggiero），被認為是第一部由女性音樂家創作的歌劇。